# Gemeinde Pisweg

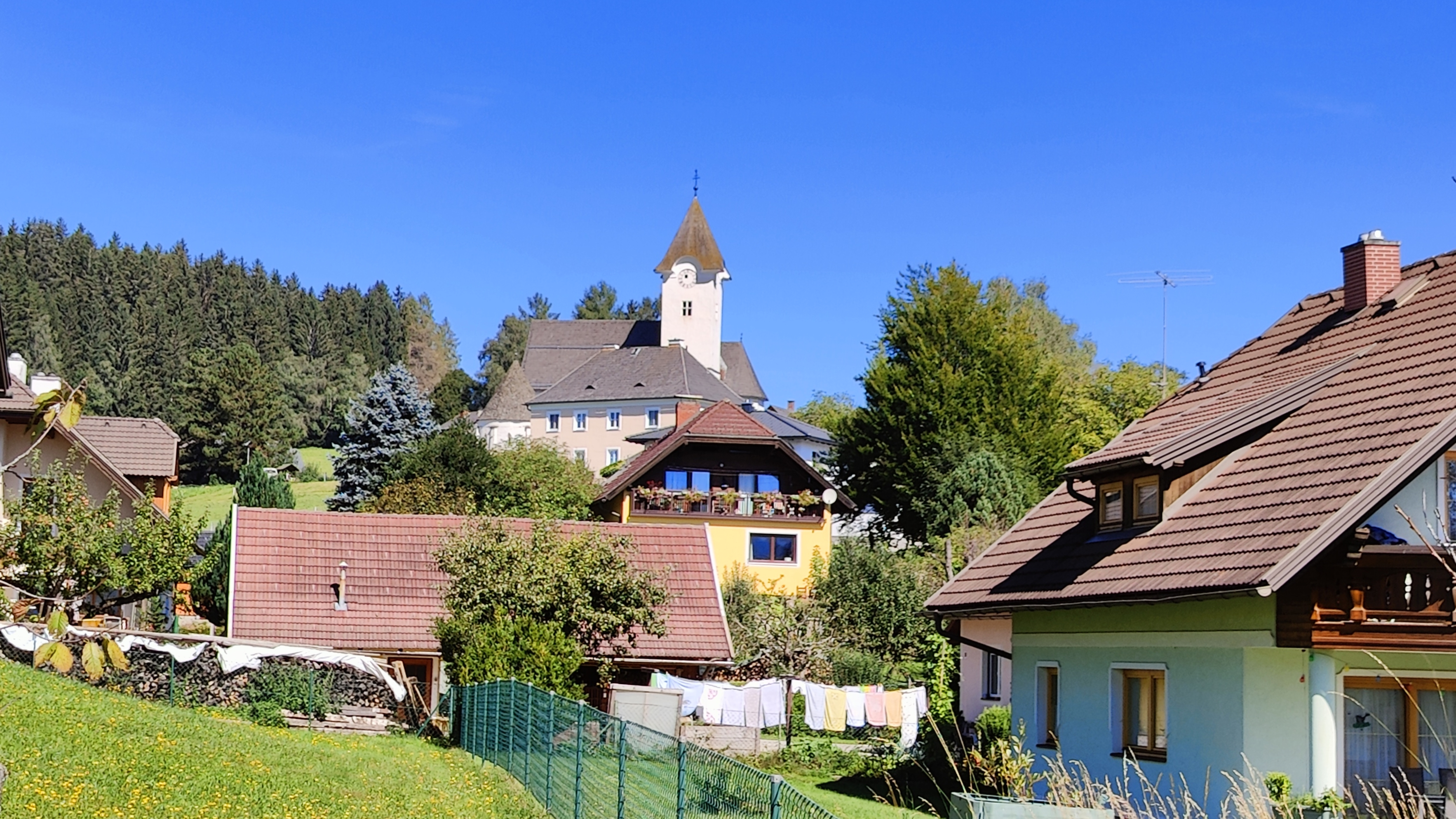
Pisweg, ehemaliger Gemeindehauptort

Die Gemeinde Pisweg war ab etwa 1850 eine Gemeinde im Kärntner Bezirk Sankt Veit an der Glan, die 1973 durch Zusammenlegung mit der Gemeinde Gurk in der heutigen Gemeinde Gurk aufging; jeweils kleine Teile der Gemeinde Pisweg fielen bei ihrer Auflösung an die Gemeinde Weitensfeld-Flattnitz (gehören heute zur Gemeinde Weitensfeld im Gurktal) und an die Gemeinde Frauenstein.

## Geografie

### Lage
Die Gemeinde Pisweg umfasste einen Teil des Wimitzgrabens und des nördlichen Höhenzugs der Wimitzer Berge im Nordwesten des Bezirks Sankt Veit an der Glan, etwa 11 bis 27 Straßenkilometer nordnordwestlich der Bezirkshauptstadt St. Veit an der Glan.

### Gliederung

#### Katastralgemeinden
Die Gemeinde umfasste die beiden Katastralgemeinden Pisweg und Gruska.

#### Ortschaften
Zur Gemeinde Pisweg gehörten die folgenden Ortschaften:
- der Gemeindehauptort Pisweg
- Dörfl mit dem Ortschaftsbestandteil Flatt
- Finsterdorf
- Teile von Föbing
- Glanz
- Grua
- Gruska
- Gwadnitz
- Hundsdorf
- Teile von Innere Wimitz
- Krön
- Teile von Leiten (ab 1923)
- Masternitzen
- Niederdorf
- Psein
- Straßa
- Sutsch
- Zabersdorf (ab 1923)
- Zedl (ab 1923)
- Zedroß
- Zeltschach

## Geschichte
Im Zuge der Verwaltungsreformen nach der Revolution 1848/49 wurde aus den Steuer- bzw. Katastralgemeinden Pisweg und Gruska, die bis dahin zum Steuerbezirk Kraig und Nußberg gehört hatten, die Gemeinde Pisweg errichtet.
Die Gemeinde Pisweg gehörte ab 1850 zum politischen Bezirk St. Veit an der Glan und zum Gerichtsbezirk Sankt Veit an der Glan. 1854 bis 1868 gehörte sie zum gemischten Bezirk St. Veit. 1868 kam sie zum wiedererrichteten politischen Bezirk Sankt Veit an der Glan, in dem sie bis zu ihrer Auflösung verblieb. Was die Gerichtsbarkeit betrifft, kam sie 1868 zum Gerichtsbezirk St. Veit, wurde aber 1908 dem Gerichtsbezirk Gurk zugeteilt.
1923 wurden die Ortschaften Zabersdorf, Zedl, Dörfl und Leiten von der Gemeinde Kraig an die Gemeinde Pisweg abgetreten. Die Gemeinde Pisweg wurde dadurch um etwa 6,08 km² und 164 Einwohner vergrößert.
Die Gemeinde Pisweg bestand bis zur Kärntner Gemeindestrukturreform 1973, als die Gemeinden Gurk und Pisweg mit Wirkung vom 1. Jänner 1973 zur heutigen Gemeinde Gurk vereinigt wurden. 23,69 km² der Gemeinde Pisweg mit 490 Einwohnern kamen damals an die Gemeinde Gurk. Das Gebiet war schon zuvor nach Gurk hin orientiert; Pisweg als Gemeindehauptort, das 1961 nur 55 Einwohner zählte, hatte kaum zentralörtliche Funktionen ausgeübt. Randgebiete der ehemaligen Gemeinde Pisweg wurden gleichzeitig an andere Gemeinden angeschlossen: 2,61 km² mit 67 Einwohnern (die Ortschaften Grua und Psein) kamen an die Gemeinde Weitensfeld, und 2,10 km² mit 128 Einwohnern (der Talboden des Wimitztals) gingen an die Gemeinde Frauenstein.

## Bevölkerung
Für die Gemeinde wurden zur Zeit ihres Bestehens folgende Einwohnerzahlen angegeben:
- 1854: 842 Einwohner[6]
- 1865: 994 Einwohner[7]
- 1869: 888 Einwohner[8]
- 1880: 853 Einwohner[9]
- 1890: 891 Einwohner[10]
- 1900: 832 Einwohner[11]
- 1910: 743 Einwohner[12]
- 1923: 885 Einwohner[13]
- 1934: 912 Einwohner
- 1961: 692 Einwohner[14]